# René Dubroux
Pour les articles homonymes, voir Dubroux.
René Dubroux, né le 28 novembre 1914 à Haroué en Lorraine dans le diocèse de Nancy et mort assassiné le 19 décembre 1959 à Palay dans la province de Champasak au Laos, est un missionnaire catholique français martyr du Laos qui a été béatifié le 11 décembre 2016.

## Biographie
René Dubroux est le quatrième de six enfants, dont le père (Jules-René Dubroux), négociant en bois, a subi des revers de fortune. Leur mère élève les enfants dans une foi mûrie. La sœur cadette, Yvette, sera missionnaire en Afrique toute sa vie et le benjamin, Michel, sera prêtre du diocèse de Nancy, jusqu'à sa mort en 2005. Après avoir étudié au grand séminaire de Saint-Dié de 1933 à 1939, René Dubroux est ordonné prêtre par Mgr Marmottin le 8 janvier 1939 pour le diocèse de Saint-Dié et nommé vicaire à la paroisse Saint-Pierre-Fourier de Chantraine. 
Pendant la Seconde guerre mondiale il est mobilisé comme infirmier militaire en 1939-1940 et s’illustre par sa bravoure, recevant la croix de guerre, puis il est fait prisonnier de guerre quelque temps à Sarrebourg. Il retourne à Chantraine s'occuper de la jeunesse. Il entre le 30 octobre 1943 à la société des missions étrangères de Paris. 
Aumônier militaire en Indochine, en 1946-1948, il est ensuite envoyé à Thakhek au Laos, où il est chargé de développer le poste missionnaire de Namdik. Il en est responsable jusqu'en 1954. Il se fait aider des catéchistes et se fait remarquer par son esprit eucharistique. Il aide ses fidèles à l'exploitation du bois. Entre-temps le pays acquiert son indépendance en 1953, mais il est miné par des luttes entre factions rivales, dont la plus agressive, celle du Pathet Lao, lutte contre le gouvernement. De juillet 1954 à septembre 1955, il est en congé en France pour rétablir sa santé.
En 1957, il est responsable du district de Nong Khen au nord de Paksé, au sud du pays. C’est un endroit dangereux, car il se trouve proche de la zone tenue par les rebelles communistes du Pathet Lao soutenus par les Vietcongs, mais il décide de poursuivre sa mission auprès des ethnies minoritaires. Il tient à mettre en garde ses catéchistes contre l'attrait de la rébellion communiste, ce qui causera sa perte.
Tard dans la soirée du samedi 19 décembre 1959, le Père Dubroux est en conversation avec ses catéchistes dans la sacristie de la petite chapelle de Palay (à une douzaine de kilomètres de Nong Sim et à une trentaine de Paksé), qui lui sert de logement et qui est construite sur pilotis. Il est abattu de deux coups à bout portant par des rebelles qui avaient été informés de l'emploi du temps du missionnaire par la trahison d'un de ses proches. C'est le premier missionnaire des M.E.P. à être assassiné in odium fidei par le Pathet Lao. Il est enterré le lundi suivant à Paksé. Quelques mois plus tard, il est remplacé par Lucien Galan, qui sera martyrisé en 1968.

## Béatification

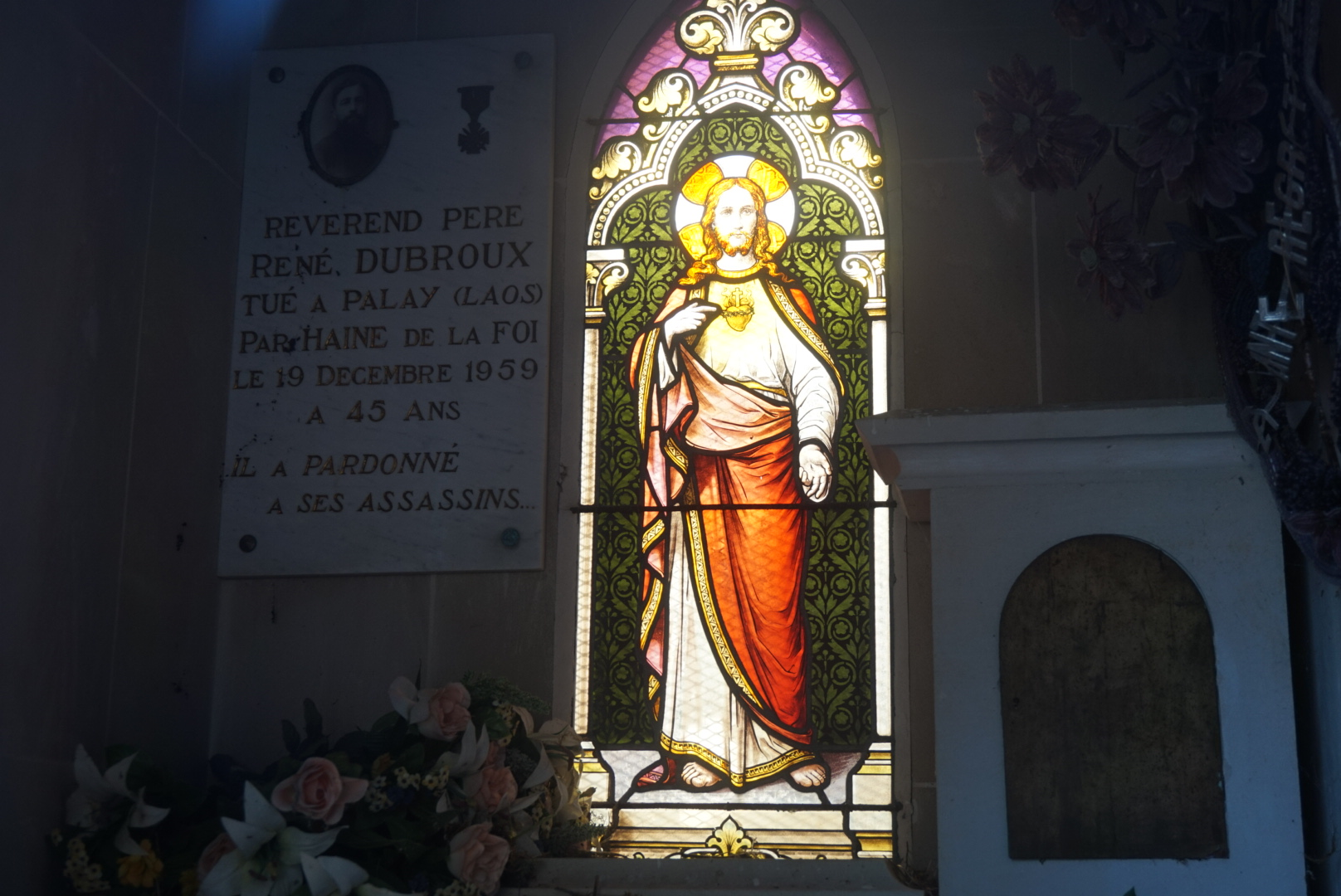
Plaque en mémoire du R.P Dubroux dans la chapelle funéraire familiale du cimetière d'Haroué.

La cérémonie de béatification de ces deux missionnaires français a lieu le 11 décembre 2016, avec d'autres témoins de la Foi de cette époque (en tout dix Français, un Italien, Mario Borzaga, et six Laotiens), en la cathédrale de Vientiane.

## Témoignage
Mgr Jean Urkia (ancien vicaire apostolique de Paksé) écrivit de lui: « Le Père Dubroux était un Lorrain, une forte personnalité de type volontaire. C'était un très bon prêtre, très proche des gens, mais passablement autoritaire ; ou plutôt, il était exigeant de ses chrétiens. » À cette époque, les missionnaires interdisaient à leurs fidèles et convertis de participer aux festivités païennes. Il ne renonçait jamais à son bréviaire et à sa messe quotidienne, même en pleine brousse. Ses chrétiens avaient l'habitude de se réunir tous les soirs ensemble pour la prière, que le Père Dubroux soit avec eux ou en visite dans un autre village. Il tenait aussi à l'importance de la confession fréquente, surtout pour les jeunes gens. Ses passe-temps favoris étaient la pêche et la chasse. Il avait offert sa vie sans transiger.